# ألكسندر رينولدز
ألكسندر ويلش رينولدز (بالإنجليزية: Alexander Welch Reynolds)‏ ـ (أبريل 1816 أو أغسطس 1817 ـ 26 مايو 1876) هو ضابط جيش أمريكي محترف، شارك في الحرب المكسيكية الأمريكية، ثم شارك في الحرب الأهلية الأمريكية في صفوف الجيش الكونفيدرالي برتبة بريجادير جنرال (عميد)، وخاض معظم معاركه على الجبهة الغربية. وبعد انتهاء الحرب الأهلية، استقدمه حاكم مصر الخديو إسماعيل سنة 1869 ليخدم في الجيش الخديوي المصري ضابطًا بهيئة الأركان، فأسند إليه مواطنه ستون باشا، الذي كان رئيسًا لأركان الجيش المصري، مسؤولية الإمداد والشؤون المالية.